# Idaea politata
Idaea politata är en fjärilsart som beskrevs av Jacob Hübner 1793. Idaea politata ingår i släktet Idaea och familjen mätare. Inga underarter finns listade i Catalogue of Life.